# 李善權
李善權（韓語：리선권，？—），朝鮮民主主義人民共和國政治家，現任朝鲜劳动党统一战线部部長及朝鮮勞動黨中央委員會政治局候補委員。同時是朝鮮人民軍大將、最高人民會議代議員、國務委員會、外交委員會委員及朝鮮勞動黨中央委員會。曾任祖國和平統一委員會委員長。

## 生平
李善權專門負責朝鮮半島統一問題。在2006年，他獲委任為南北將領和南北軍事實務會談的代表團長。2010年3月以北方團長身份，就開城工業區三通事宜（即通行、通商和通訊）與南方進行會談。同年，授予朝鮮人民軍大將軍銜。翌年，被任命為國防委員會政策局局長。
2016年，李善權被推舉為祖國和平統一委員會委員長。報道指李善權在推動朝鮮參與2018年平昌冬季奧運及2018年南北韓首腦會談提倡朝鮮半島無核化扮演重要角色。此外，他還多次批評美國和大韓民國進行聯合軍事演習，又否定天安艦事件是由平壤發動的。
2019年2月，李善權出席朝美首腦會談。同年3月，於最高人民會議選舉當選代議員，並於4月成為最高人民會議的外交委員會委員。
2020年1月19日，獲任命外务省外务相，取代李勇浩。同年4月，先後被任命為黨中央政治局候补委員、黨中央委員會及國務委員會委員。2022年6月轉任朝鲜劳动党统一战线部部長。